# Clara Williams
Clara Williams (3 de mayo de 1888 – 8 de mayo de 1928) fue una actriz cinematográfica estadounidense, activa en la época del cine mudo. Junto con Louise Glaum y Dorothy Dalton, fue una de las principales actrices de los estudios cinematográficos de Thomas H. Ince, uno de los primeros en rodar largometrajes en Los Ángeles, California. Williams actuó en más de 100 producciones rodadas entre 1910 y 1918, siendo protagonista en filmes como The Italian y el western de William S. Hart Hell's Hinges, cintas que se encuentran recogidas en el National Film Registry. Cuando ella se casó con el director Reginald Barker a los 31 años de edad, decidió retirarse de la actuación.

## Biografía
Nacida en Seattle, Washington, Williams debutó en la pantalla con el film Western Chivalry, rodado en 1910. Al año siguiente, el primer número de la revista Motion Picture Magazine publicaba un artículo y una fotografía de Williams, siendo ella de ese modo la primera actriz en aparecer en una revista de admiradores. El éxito de The Italian (1915), cinta en la que interpretaba a una inmigrante actuando junto a George Beban, hizo que fuera encasillada encarnando a personajes latinos.
Durante su etapa con los estudios Ince, Williams conoció al director Reginald Barker, que la dirigió en varios filmes, entre ellos The Man from Oregon (1915), The Criminal (1916), Three of Many (1917), Paws of the Bear (1917), The One Woman (1918), y Carmen of the Klondike (1918), su última actuación. La actriz se casó con Barker en febrero de 1920.
En 1917, Williams y varios otros importantes actores y directores de la compañía de Ince dejaron el estudio para unirse a la recién formada Paralta Company. La primera película de Williams con Paralta fue la última rodada por ella, Carmen of the Klondike.
A finales de febrero de 1928, el Los Angeles Times informó que Williams había sido sometida a cirugía mayor por motivos desconocidos en el Hospital California Lutheran. Ella falleció el 8 de mayo de 1928 en su casa en Los Ángeles. Tenía 40 años de edad. Le sobrevivió su marido y un hermano. Sus restos fueron incinerados en el cementerio Forest Lawn Memorial Park, en Glendale (California).

## Selección de su filmografía
| Año  | Título                             | Papel                        | Notas                                       |
| ---- | ---------------------------------- | ---------------------------- | ------------------------------------------- |
| 1910 | Western Chivalry                   | Sobrina del dueño del rancho |                                             |
| 1910 | The Cowboy's Sweetheart            | Jennie                       |                                             |
| 1910 | The Millionaire and the Ranch Girl | Nellie Blair                 |                                             |
| 1910 | A Cowboy's Vindication             | Faro Nan                     |                                             |
| 1912 | Over the Divide                    | Nell Carter                  |                                             |
| 1912 | The Minister and the Outlaw        | Helen Page                   |                                             |
| 1912 | The Renegades                      | Mrs. Jim Carson              |                                             |
| 1912 | Bar K Foreman                      | Nellie – hija del ranchero   |                                             |
| 1913 | The Love Token                     | Mary Simpson                 |                                             |
| 1913 | On the Mountain Ranch              | Ethel Fordham                |                                             |
| 1913 | The Witch of Salem                 |                              |                                             |
| 1913 | Papita's Destiny                   | Papita                       |                                             |
| 1914 | For the Wearing of the Green       | Norah Dwyer                  |                                             |
| 1914 | The Bells of Austi                 | Mercedes                     |                                             |
| 1914 | His Hour of Manhood                | Anne Larson                  |                                             |
| 1914 | The Bargain                        | Nell Brent                   | Otro título: The Two-Gun Man in the Bargain |
| 1915 | The Italian                        | Annette Ancello Donnetti     |                                             |
| 1915 | The Secret of the Dead             | Maria Carrillo               |                                             |
| 1915 | The Devil                          | Elsa                         |                                             |
| 1915 | When Love Leads                    | Mary Dunning                 |                                             |
| 1916 | The Corner                         | Mrs. Adams                   |                                             |
| 1916 | The Market of Vain Desire          | Helen Badgley                |                                             |
| 1916 | Hell's Hinges                      | Faith Henley                 |                                             |
| 1916 | Three of Many                      | Nina Antinni                 |                                             |
| 1917 | Paws of the Bear                   | Olga Raminoff                |                                             |
| 1918 | Carmen of the Klondike             | Dorothy Harlan               |                                             |
| 1918 | The One Woman                      | Kate Ransom                  |                                             |

## Galería fotográfica

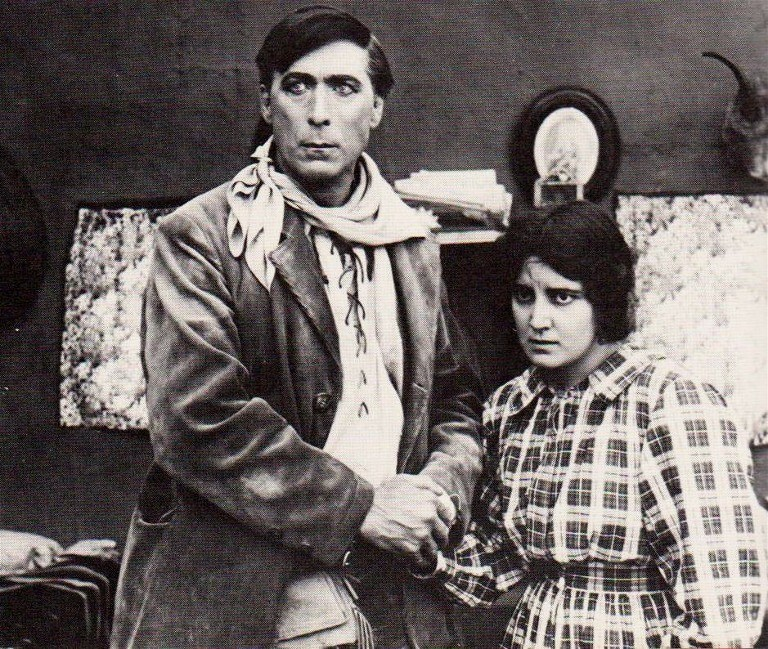
William S. Hart y Clara Williams en The Bargain (1914)
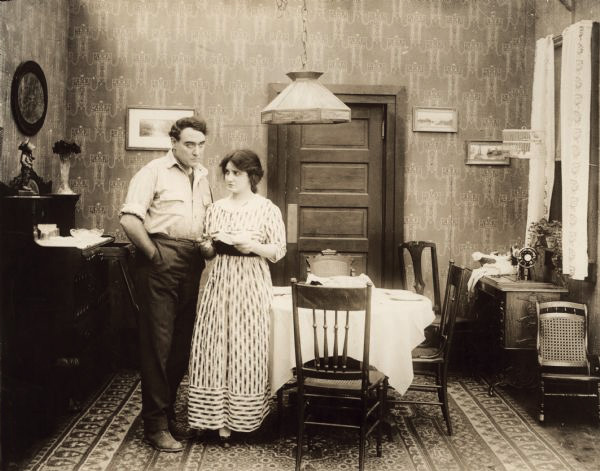
Willard Mack y Clara Williams en The Corner (1916)
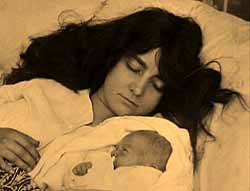
Clara Williams en The Italian (1915)
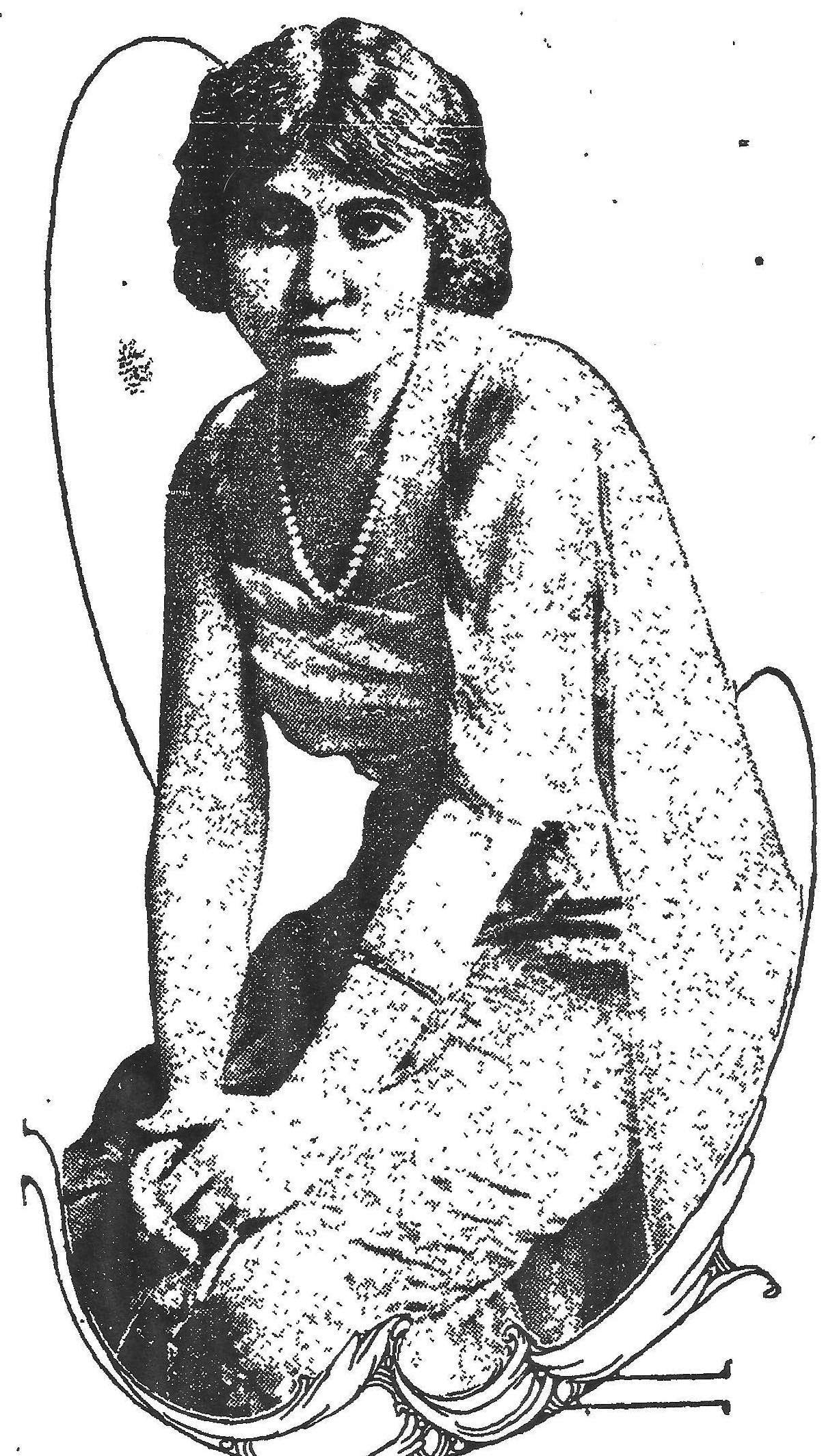
Williams en 1915